# فرانك واتكن
فرانك واتكن (بالإنجليزية: Frank Watkin)‏ (30 مارس 1904 في المملكة المتحدة - 26 يناير 1979 في المملكة المتحدة) هو لاعب كرة قدم بريطاني (وحمل سابقاً جنسية المملكة المتحدة لبريطانيا العظمى وأيرلندا) في مركز الهجوم. لعب مع بورت فايل وستوك سيتي وCongleton Town F.C. ‏.